# Númenor
Númenor (Númenórë, "Zapadne strane", "Zapadna zemlja"; Andor "Darovana zemlja") izmišljeni je otok u djelima J. R. R. Tolkiena, aluzija na legendarnu Atlantidu. Númenor je veliki otok zapadno od Međuzemlja, kojeg su Valari priredili za mjesto boravka Edaina (ljudi) nakon svršetka Prvog doba.

## Povijest Númenora
Kraljevstvo Númenor nastaje nakon Morgothova pada. Naime, braća poluvilenjaci Elrond i Elros imali su pravo izbora. Elrond je odabrao biti vilenjak i živjeti prožet mudrošću i snagom tog naroda. Elros je izabrao biti ljudskog roda, ali je bio duga vijeka (živio je 500 godina). On je bio prvi kralj Númenora. Narod u Númenoru bivao je sve snažniji i moćniji, ali kako su se sve više bojali smrti, nekadašnji im se životni vijek od trista godina znatno smanjio.
Kad je posljednji numenorejski kralj Ar Pharazon (Pharaz - zlato) zarobio zlog moćnika maiu Saurona, ovaj ga je zavarao pa je ubrzo postao kraljev savjetnik. Nakon toga, vilenjaci nisu više slobodno dolazili u Númenor i podučavali ljude. Nakon što je Al Pharazon u svojoj oholosti opremio flotu i pokušao stupiti u besmrtne zemalje i time prekršio zabranu Valara, Númenor je potonuo i samo su se Vjerni spasili: obitelj i pristaše Elendila, kasnije kralja Arnora i Gondora (kraljevstva u progonstvu). Sauronov duh više nije imao oblika te je postao izopačen i ružan. Kad se vratio u Mordor, ponovo je započeo rat s ostacima nekadašnjeg velikog kraljevstva Númenor, koji je kulminirao Posljednjim savezom i svršetkom Drugog doba.

## Kraljevi Númenora
Kraljevi Númenora po redu su:
1. Elros Tar-Minyatur - Eärendilov sin i Elrondov brat
2. Vardamir Nólimon
3. Tar-Amandil
4. Tar-Elendil
5. Tar-Meneldur
6. Tar-Aldarion
7. Tar-Ancalimë - prva kraljica
8. Tar-Anárion
9. Tar-Súrion
10. Tar-Telperien - druga kraljica
11. Tar-Minastir - uputio flotu u pomoć Gil-galadu protiv Saurona
12. Tar-Ciryatan
13. Tar-Atanamir Veliki
14. Tar-Ancalimon
15. Tar-Telemmaitë
16. Tar-Vanimeldë - treća kraljica
17. Tar-Alcarin
18. Tar-Calmacil
19. Tar-Ardamin
20. Ar-Adunakhor - prvi uzeo ime na adunaičkom
21. Ar-Zimrathon
22. Ar-Sakalthor
23. Ar-Gimilzor
24. Tar-Palantir - pokajao se zbog postupaka prethotnika, ali prekasno
25. Ar-Pharazon Zlatni - zarobio Saurona, ovaj ga opčarao i naveo u napad na Valinor, što je rezultiralo Propašću Númenora, 3319. godine Drugog doba. Žezlo je preoteo od Tar-Miriel, Tar-Palantirove kćerke.